# 81e division d'infanterie (États-Unis)
Pour les articles homonymes, voir 81e division d'infanterie.
La 81e division d'infanterie (81st Infantry Division) est une division de l'US Army formée à l'occasion des deux guerres mondiales.

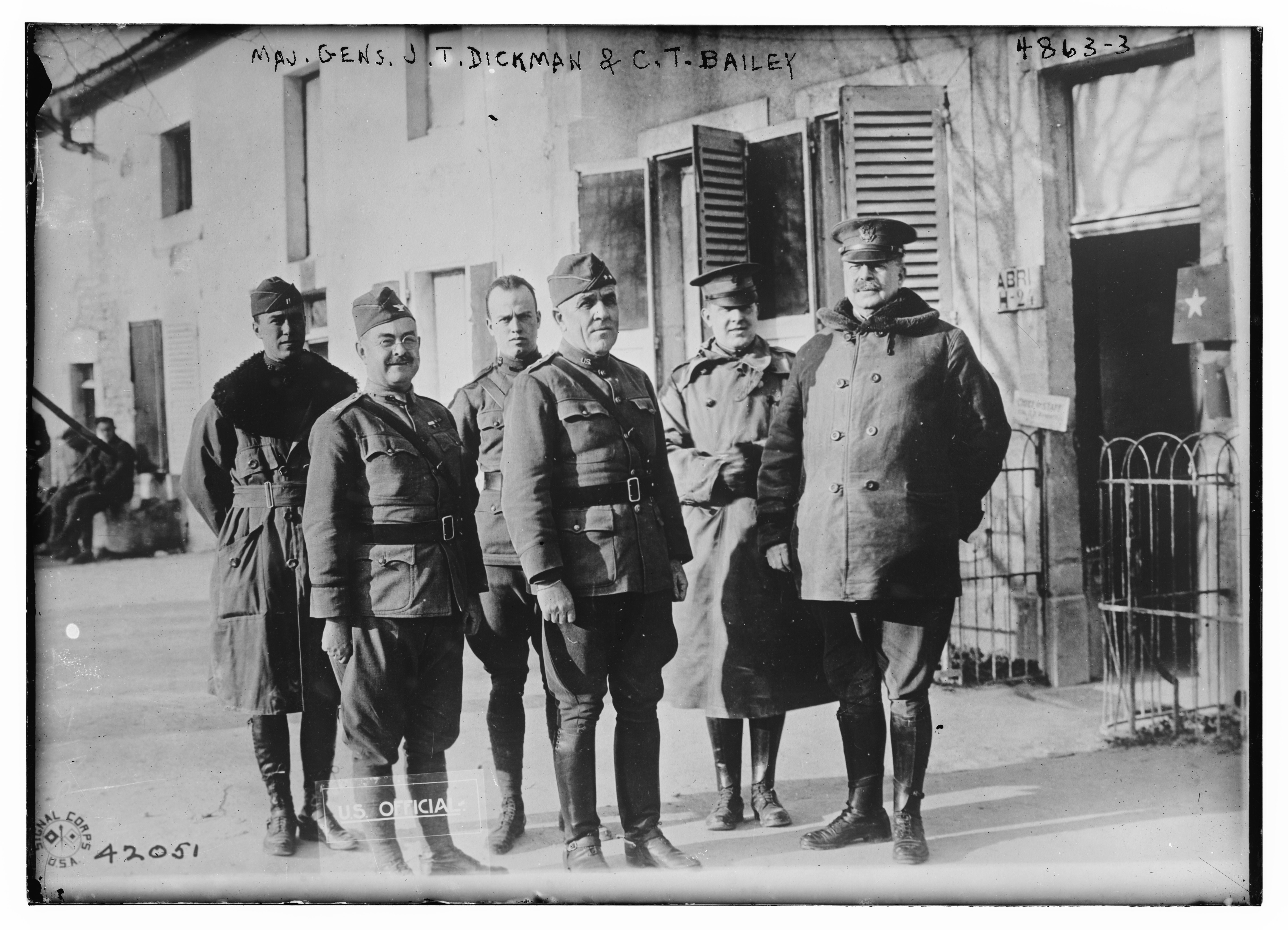
Les généraux américains Joseph Theodore Dickman, Roberts et Bailey de la 81e division d'infanterie (États-Unis) en 1918 à Belrupt-en-Verdunois.

Elle est créée pour la première fois en août 1917, au sein du Camp Jackson, en Caroline du Nord. À l'origine, elle est organisée autour d'un petit cadre d'officiers de l'armée régulière, tandis que les soldats sont principalement issus de la conscription et des États du sud-est. Les premiers éléments de l'unité connaissent leur baptême du feu en septembre, en défendant le secteur de Saint-Dié, jusqu'au début du mois d'octobre. Elle est ensuite rattachée à la 1re armée en préparation de l'offensive Meuse-Argonne et elle attaque les lignes allemandes lors des ultimes jours de la guerre, le 9 novembre 1918. Après la cessation des hostilités, elle reste en France jusqu'en mai 1919, date à laquelle elle s'embarque pour les États-Unis où elle est démobilisée le 11 juin 1919.
Elle est réactivée en juin 1942 au Camp Rucker en Alabama, dans le cadre de la Seconde Guerre mondiale. Après plusieurs sessions d'entraînement dans le Tennessee, l'Arizona et la Californie, elle s'embarque pour Hawaï en juin 1944. Elle y complète sa formation par des exercices amphibies et de combat dans la jungle avant de partir pour Guadalcanal en août 1944. Là, elle est rattachée au 3e Corps amphibies de réserve de l'USMC. En septembre, le 321e régiment d'infanterie de la division débarque sur l'île d'Angaur, dans le cadre des opérations visant à sécuriser les Palaos. Après la prise d'Angaur, la 81e division reçoit l'ordre de soutenir la 1re division des Marines dans sa conquête de Peleliu. L'unité reste engagée dans la bataille de Peleliu jusqu'à la fin de toute résistance japonaise le 18 janvier 1945. Au début du mois de février, elle s'embarque pour la Nouvelle-Calédonie pour s'y reposer et s'y réorganiser. En mai, elle est déployée dans les Philippines pour participer au nettoyage de l'île de Leyte et pour préparer l'invasion du Japon. Toutefois, la capitulation japonaise le 2 septembre met fin à ce projet et l'unité participe à l'occupation du Japon en étant déployée dans la préfecture d'Aomori. Elle est finalement démobilisée le 30 janvier 1946.
Le 10 novembre 1947, la division est recréée au sein de l'armée de réserve des États-Unis avec son quartier-général fixé à Atlanta. Elle est organisée comme une unité de réserve de classe C, dont l'encadrement est composé de 60 % d'officiers d'active mais sans soldats du rang. En cas de mobilisation, la division doit atteindre son effectif normal de temps de guerre avec l'appel de réservistes et de nouvelles recrues. Toutefois, lors des décennies 1950 et 1960, la division n'est pas mise en alerte en dépit de la guerre de Corée et de la crise de Berlin. Dans le cadre de la réorganisation des unités de réserve commencée en 1962, la division est désactivée le 31 décembre 1965.

## Liens web
- (en) « Chronique des combats de la division », Center of Military History (consulté le 7 mai 2016)
- (en) « Association de la division » (consulté le 7 mai 2016)
- (en) « Vidéo sur la bataille d'Angaur du War Department », Youtube (consulté le 7 mai 2016)